# Arabesque (film)
Arabesque – amerykański gejowski film pornograficzny, zrealizowany w 2005 roku przez wytwórnię Raging Stallion Studios. W filmie wystąpili ekskluzywni modele wytwórni – Huessein oraz François Sagat.
W marcu roku 2006 film nominowany był do dziewięciu nagród GayVN Awards, ostatecznie zdobył dwie statuetki za najlepszą muzykę i najlepszą scenę seksu grupowego. Nominowano go również w ośmiu kategoriach do Grabby Award – zdobył trzy nagrody.